# Милан Ђурђевић (фудбалер)
Милан Ђурђевић (Београд, 4. новембар 1967) бивши је југословенски и српски фудбалер.

## Каријера
Рођен је 4. новембра 1967. године у Београду. Фудбалску афирмацију је стекао у ОФК Београду, играо је на позицији нападача. Прешао је у Партизан пред почетак сезоне 1989/90. и у црно-белом дресу је провео две сезоне. Током две сезоне боравка у Партизану, био је стандардни првотимац. Остао је упамћен по головима постигнутим против Селтика и Гронингена. Услед своје атипичне појаве и понашања на терену био је љубимац навијача. Због сличности са славним аргентинским фудбалером, пре свега по имиџу и позицији у тиму, звали су га Кемпес. После Партизана играо је за грчки ПАОК као и за низ других клубова од којих су најпознатији грчки Панахаики и шпанска Мајорка. Потом је кратко играо за португалски клуб Леса и француски клуб Перпињан. Пре него што је завршио играчку каријеру, наступао је још за грчке клубове ПАС Јањину и Касторију.

## Статистика
| Клуб            | Сезона          | Лига    | Лига   |
| Клуб            | Сезона          | Наступи | Голови |
| --------------- | --------------- | ------- | ------ |
| ОФК Београд     | 1985–86         | 4       | 0      |
| ОФК Београд     | 1986–87         | 9       | 2      |
| ОФК Београд     | 1987–88         | 10      | 1      |
| ОФК Београд     | 1988–89         | 31      | 19     |
| ОФК Београд     | 1989–90         | 4       | 2      |
| Партизан        | 1989–90         | 26      | 9      |
| Партизан        | 1990–91         | 20      | 7      |
| ФК ПАОК         | 1991–92         | 23      | 6      |
| ФК ПАОК         | 1992–93         | 22      | 11     |
| Панахаики       | 1993–94         | 6       | 0      |
| Мајорка         | 1994–95         | 8       | 2      |
| Леса            | 1995–96         | 1       | 0      |
| Перпињан        | 1995–96         | 12      | 1      |
| ПАС Јањина      | 1997–98         |         |        |
| Касторија       | 1997–98         |         |        |
| Каријера укупно | Каријера укупно | 176     | 60     |